# Benjamin Zephaniah

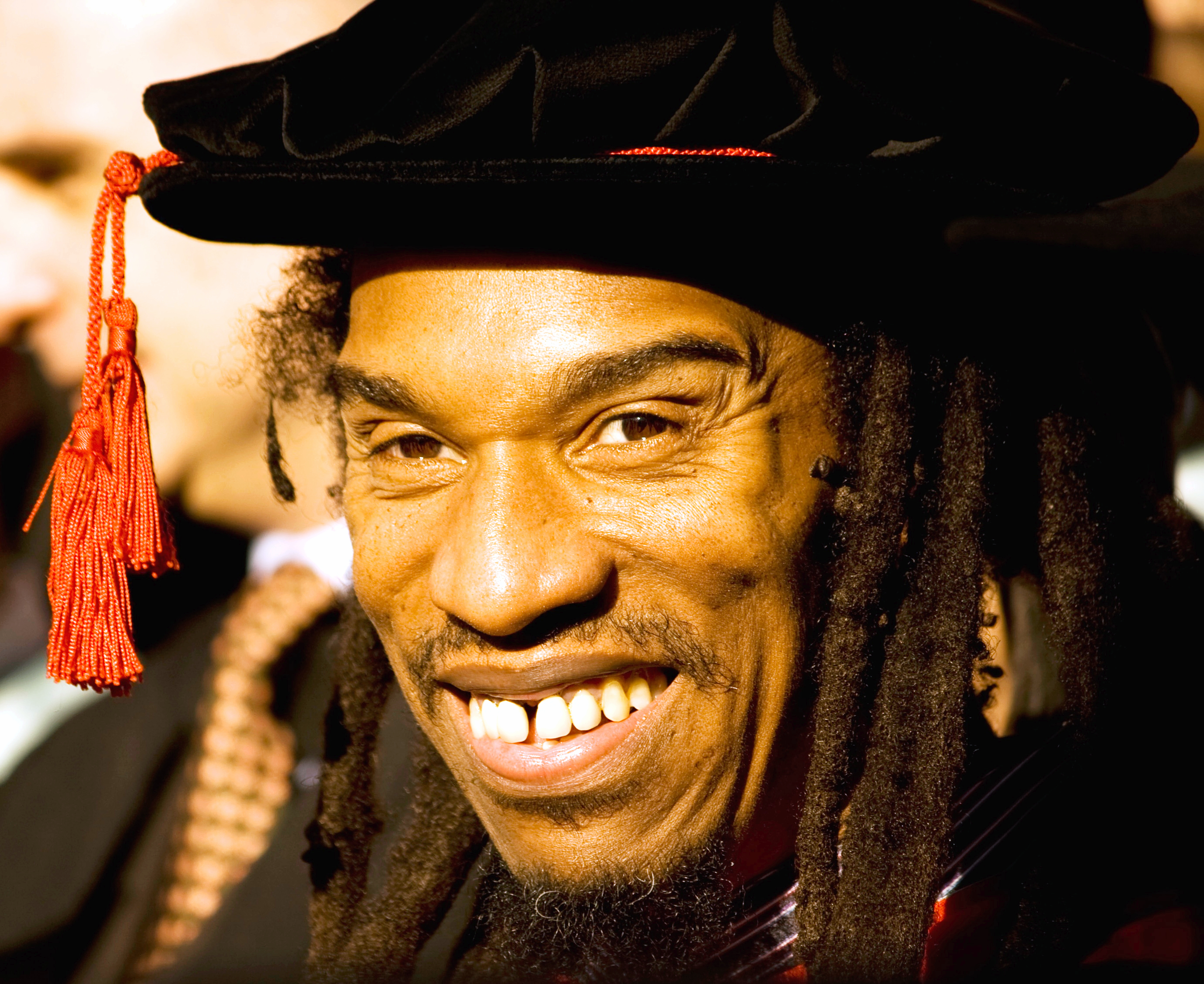
Benjamin Zephaniah

Benjamin Obadiah Iqbal Zephaniah (Birmingham, 15 april 1958 – 7 december 2023) was een Brits dichter (dub poet), schrijver en acteur. Benjamin was een aanhanger van de Rastafaribeweging. Hij verscheen ook enkele malen in muziekproducties van onder andere Bomb The Bass, Swayzak en Luke Slater.
Zephaniah overleed op 7 december 2023 aan een hersentumor die acht weken voor zijn overlijden was gediagnosticeerd. Hij werd 65 jaar oud.

## Boeken

### Poëzie
- Pen Rhythm (1980)
- The Dread Affair: Collected Poems (1985) Arena
- City Psalms (1992) Bloodaxe Books
- Inna Liverpool (1992) AK Press
- Talking Turkeys (1995) Puffin Books
- Propa Propaganda (1996) Bloodaxe Books
- Funky Chickens (1997) Puffin
- School’s Out: Poems Not for School (1997) AK Press
- Funky Turkeys (Audiobook) (1999) AB
- White Comedy (Unknown)
- Wicked World! (2000) Puffin
- Too Black, Too Strong (2001) Bloodaxe Books
- The Little Book of Vegan Poems (2001) AK Press
- The Britain
- Reggae Head (Audiobook) 57 Productions
- talking turkeys cool
- De Rong Song

### Romans
- Face (1999) Bloomsbury (veröffentlicht in Erwachsenen- und Kinderversion)
- Refugee Boy (2001) Bloomsbury
- Gangsta Rap (2004) Bloomsbury
- Teacher’s Dead (2007) Bloomsbury
- Dartnell (2009) Bloomsbury

### Kinderboeken
- We are Britain (2002) Frances Lincoln
- Primary Rhyming Dictionary (2004) Chambers Harrap
- J is for Jamaica (2006) Frances Lincoln

## Theater
- Playing the Right Tune (1985)
- Job Rocking (1987)
- Delirium (1987)
- Streetwise (1990)
- Mickey Tekka (1991)
- Listen to Your Parents
- Face: The Play (met Richard Conlon)

## Gespeelde rollen
- Didn’t You Kill My Brother? (1987) - Rufus
- Farendj (1989) - Moses
- Crucial Tales (1996) - Richards Vater
- Peaky Blinders (2013–2022) – Jeremiah Jesus

## Discografie

### Albums
- Rasta (1982) Upright (wiederveröffentlicht 1989) Workers Playtime
- Us An Dem (1990) Island
- Back to Roots (1995) Acid Jazz
- Belly of De Beast (1996) Ariwa
- Naked (2005) One Little Indian
- Naked & Mixed-Up (2006) One Little Indian (Benjamin Zephaniah vs. Rodney-P)

### Singles, ep's
- Dub Ranting EP (1982) Radical Wallpaper
- "Big Boys Don’t Make Girls Cry" 12-inch single (1984) Upright
- "Free South Africa" (1986)
- "Crisis" 12-inch single (1992) Workers Playtime
- "Empire" (1995) Bomb The Bass ft. Zephaniah & Sinéad O'Connor
- "wak with the sup with the playstation sup" (Joey Tribiani)
- Illegal (2000) met Swayzak
- Take A Ride (2013) met Luke Slater